# Joaquín Portillo
Joaquín Portillo (Madrid, 26 de febrero de 1911-Ib., 14 de agosto de 1994), también conocido como Top, fue un actor y humorista español, conocido por formar parte del dúo humorístico Tip y Top, junto a Luis Sánchez Polack.

## Biografía
Su primera actividad profesional fue la de delineante, para luego cursar estudios en el Conservatorio de Madrid. A los 21 años accede como meritorio a la compañía teatral de Ramón Peña, al tiempo que ingresaba como funcionario en el Instituto Nacional de Previsión.
Tras la guerra civil española, realiza todo tipo de actividades para ganarse la vida: desde vendedor de pólizas de seguros hasta representante de productos farmacéuticos. Finalmente, conseguiría incorporarse al cuadro de actores de Radio Madrid. Allí conoció a quien sería, durante algunos años, su pareja artística: el joven actor Luis Sánchez Polack.
Bajo el nombre artístico de Tip y Top, desde 1948, se convirtieron en una de las parejas cómicas más populares de la radio española, cultivando un humor del absurdo, que más adelante Sánchez Polack desarrollaría junto a José Luis Coll en el dúo cómico Tip y Coll. Además de sus apariciones en programas como Cabalgata fin de semana, de Bobby Deglané, ambos siguieron con sus carreras de actor en el espacio Teatro en el aire.
Hacia 1957, desfilaron por los estudios del paseo de La Habana de Madrid, sede por aquel entonces de la incipiente Televisión española.
Tras la separación, en 1961, del dúo, Portillo participó como tenor cómico en el proyecto de grabaciones de zarzuela de Discos Columbia, dejando registros de referencia como los de Agua, azucarillos y aguardiente, El amigo Melquíades, El bateo, El niño judío, La Gran Vía, La chulapona, La corte de Faraón, La fama del tartanero, La generala, La patria chica, Los sobrinos del capitán Grant o Pan y toros y continuó trabajando en la Cadena SER hasta su jubilación, además de interpretar pequeños papeles en películas como Las chicas de la Cruz Roja (1958), La corista (1960), Festival en Benidorm (1961), La chica del trébol (1964) o Sor Citroen (1967).